# Solskenssånger
Solskenssånger är en kristen sångsamling utgiven från 1912 till sista häftet 1939 av Johannes Alfred Hultman, som använde singaturen J. A. H.. Del I och II innehöll 125 sångtexter med musiknoter vardera. Häfte III utgavs 1924 och innehåller 51 sånger med noter (nr 251—302).
År 1958 utgavs på Svenska Missionsförbundets förlag återigen en sångbok med samma titel. Sångboken från 1958 innehåller 500 sånger.

## Solskenssånger II
- De gingo den kända vägen (Text Anna Ölander) Finns på Wikisource.

## Solskenssånger III (1924)
- 251. Jag har ett hem (Text E. B. och melodi J. A. H.)
- 252. O, du ljuvliga hem (Text Eric Bergquist och melodi J. A. H.)
- 253. Underbara Gudakärlek (Text Fredrik Bloom och melodi J. A. H.) Finns på Wikisource.
- 254. Jag aldrig går här ensam (Text Anna Ölander och melodi J. A. H.)
- 255. Invid porten (Text och melodi J. A. H.)
- 256. Vi en pilgrimsskara glad (Text Hjalmar Sundqvist och melodi Andrew L. Skoog)
- 257. Pris Gud i makt och kärlek stor (Text och melodi av okänd)
- 258. Var finner jag ro under möda och strid (Text och melodi Nicholas L. Ridderhof)
- 259. Klinga här min sång (Text Eric Bergquist och melodi J. A. H.)
- 260. Upp! Se morgonens glans bryter fram (Text Carl Boberg och melodi J. A. H.)
- 261. Kan du giva ditt hjärta för tidigt åt Gud (Text Lina Sandell och melodi J. A. H., samma som till nr 260.) Finns på Wikisource.
- 262. Jag minns med sorg (Text och melodi J. A. H., i arrangemang av J. J. Daniels.)
- 263. För blodets skull (Text Anna Ölander och melodi J. A. H.)
- 264. Uti anden jag skådar (Text Fredrik Bloom och melodi J. A. H.)
- 265. Framåt, uppåt, hemåt (Text Joël Blomkvist och melodi Joël Blomkvist)
- 266. Som en trast uti furuskogen (Text Eric Bergquist och melodi J. A. H.)
- 267. Lilla fågeln, glad och nöjd (arrangemang av J. A. H.)
- 268. Älskar du mig? Så är Mästarens fråga (Text och melodi J. A. H.)
- 269. Snart skall bröllop firas (Text och melodi Eric Bergquist)
- 270. Minns du kära barndomshemmet (Text och melodi J. A. H.)
- 271. O, jag hör min Jesus kalla (Text E. W. B. och melodi J. S. N.)
- 272. O, vad under av nåd (Text och melodi arrangeman av B. J. Thorén)
- 273. Får du solsken på din stig (Texten översatt från engelska av Anna Ölander och melodi J. A. H.)
- 274.  Jesus har min själ förlossat (Text och melodi J. A. H.)
- 275.  Jag har en Gud och frälsare (Text Anna Ölander och melodi J. A. H.)
- 276.  Över bergen ses en strimma (Texten översatt från engelska av Anna Ölander och melodi J. A. H.)
- 277.  Har du funnit den kostliga pärlan (Text Johan Erik Nyström (1878) och en melodi J. A. H.) Finns på Wikisource.
- 278.  Komma vi med i bröllopssalen (Text Anna Ölander och melodi J. A. H.)
- 279.  Jag har läst om den heliga staden(Texten översatt från tyska av Anna Ölander och melodi J. A. H.)
- 280.  O, jag vet ett härligt land (Text E. B. och melodi J. A. H.)
- 281.  Jag ville vara en solskensstråle (Text och melodi J. A. H.)
- 282.  Jag vill ut, jag vill ut (Text E. August Skogsbergh och melodi J. A. H.)
- 283.  Det gick över våg ett skimmer (Text Anna Ölander och melodi J. A. H.)
- 284.  Allting kläds i högtidsskrud (Text J. H. M. och melodi J. H. McNaugton)
- 285.  Ser jag morgonstjärnan tåga (Text E. B. — J. A. H. och melodi J. A. H.)
- 286.  Hur älskar jag det klara Guds ord (Text översatt från engelska av Anna Ölander och melodi J. A. H.)
- 287.  Tryggare kan ingen vara (Text Lina Sandell) Finns på Wikisource.
- 288.  Det finns ljus och glädje (Text och melodi Andrew L. Skoog)
- 289.  Stäm in i änglars kor
- 290.  Klara stjärna (Text Nils Frykman och melodi J. A. H.)
- 291.  Jag är en liten pilgrim (Text 1883 och melodi J. A. H.)
- 292.  Nu glädes mitt hjärta (Text Joël Blomkvist och melodi J. A. H.)
- 293.  Barnaåren hur sälla, glada
- 294.  Uppstånden är Kristus,han kämpat och vunnit (Text Joël Blomkvist och melodi J. A. H.)
- 295.  Jesus lever, graven brast (Norsk originaltext av Johan Nordahl Brun från 1786 översatt till svenska av Hjalmar Sundqist och melodi Andrew L. Skoog) Finns på Wikisource.
- 296.  När jag tänker på hemmet i det höga (Text Nicholas L. Ridderhof och melodi J. A. H.)
- 297.  Den högsta lycka på vår jord (Text Nils Frykman och melodi A. S—g.)
- 298.  När jag ej ägde Jesus (Text P. O. och melodi E. M. Fuller)
- 299.  Jesus älskar mig, jag vet Finns på Wikisource.
- 300.  Det susar genom livets strid (Text Carl Boberg och melodi J. A. H.)
- 301.  När han kommer (Text William Orcutt Cushing och melodi George Fredrick Root)  Finns på Wikisource.
- 302.  De komma från öst och väst (Text översatt från engelska av Amanda Sandbergh och melodi Evangeline Booth)  Finns på Wikisource.